# Ver sacrum (revue)
Pour la pratique migratoire dans l'Italie antique, voir Ver sacrum (pratique migratoire).
Ver sacrum, revue mensuelle autrichienne fondée par Gustav Klimt et Max Kurzweil en janvier 1898, est l'organe officiel de la Sécession viennoise. Le titre provient d'un poème de Ludwig Uhland et fait référence à un rite antique. Elle disparaît en décembre 1903.

## Histoire de la revue
De son titre complet Ver sacrum, das Officielle Organ der Vereinigung Bildender Künstler Österreichs, cette revue est le reflet théorique et graphique, non seulement de la version autrichienne de l'Art nouveau, appelée Sezessionstil, mais aussi celui de toute une époque avec ses illustrations. Cependant, la revue se saborde en décembre 1903 après le départ de certains de ses fondateurs que furent Gustav Klimt, Koloman Moser et Josef Hoffmann : les derniers numéros attestent d'une évolution sensible vers de nouvelles recherches graphiques et une ouverture à des artistes femmes. La plupart se retrouvent dans le collectif du Wiener Werkstätte.
L'expression latine ver sacrum se trouve chez Tite-Live et signifie « printemps sacré ». L'inscription Ver sacrum orne le côté gauche du palais de la Sécession à Vienne et est un hommage à l’Antiquité : elle fait référence à un rite consistant, à l'occasion du printemps, à pousser les jeunes hors de leurs cités afin qu’ils puissent eux-mêmes fonder la leur. Ce rite était placé sous le signe de Mars, dieu des arts de la guerre, car l’installation dans une nouvelle patrie ne se faisait jamais sans quelques batailles. La revue ne fait que reprendre cette expression hautement symbolique, reflet du programme annoncé par la Sécession viennoise dès le début de l'année 1897 : le dessin de la couverture du premier numéro montre un arbre en pot dont les racines éclatent la base ; dans les feuilles de l'arbre, trois écussons vides, symbolisant la peinture, la sculpture et l'architecture : ce motif fut décliné durant plusieurs numéros et sur certaines affiches.
Éditée au départ par Gerlach & Schenk à Vienne dans un format carré de 31 x 29 cm, les premières livraisons se vendent 2 couronnes pour 40 pages illustrées. Durant les six années de son existence, aucune couverture n'est semblable, Ver sacrum faisant appel tour à tour à différents artistes pour créer le motif principal de la couverture. La direction est assurée par le « Comité de la revue », aucun nom en particulier n'apparaît dans l'éditorial mais l'ours mentionne à partir du troisième numéro le peintre Alfred Roller comme principal correspondant de la rédaction, ainsi que  Hermann Bahr,  Max Burckhard (en) et Wilhelm Schölermann.
En janvier 1900, la revue change d'éditeur et passe à un rythme bimensuel, réduisant sa pagination à moins de vingt pages. Elle se veut désormais le « bulletin » du groupe artistique. 
La très grande majorité des textes et des dessins sont signés par des Autrichiens ; cependant les sujets abordés dépassent largement le cadre viennois.
Ainsi, par exemple, dans le neuvième numéro (octobre 1898), en relation avec la VIe exposition de la Sezession, Moritz Dreger retrace l'histoire de mille ans d'art japonais ; en 1903, un hommage est rendu à Aubrey Beardsley, par l'entremise d'un texte d'Arthur Symons. Quelques artistes français contribuèrent comme le jeune Bernard Boutet de Monvel.
Maxmilián Pirner dessina certaines couvertures (1899).

## Contributions par année

### 1898

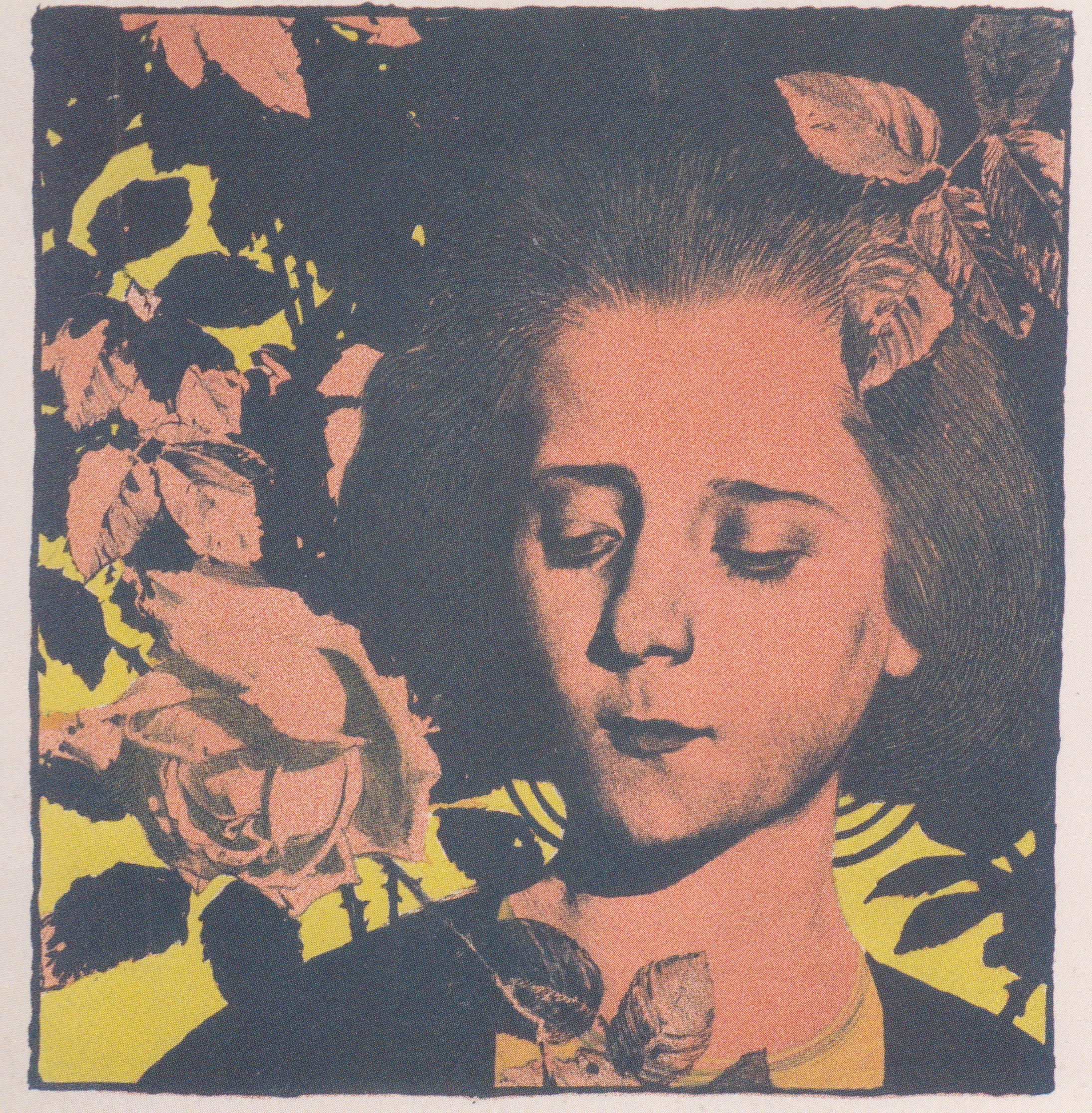
Mädchen in Rosen, lithographie de K. Moser (n° de juillet 1898).

Illustrations de :  Gustav Klimt, Fernand Khnopff, Koloman Moser, Alfons Mucha, Alfred Roller...
Textes de : Ludwig Hevesi (en), Franz Servaes, Gustav Gugitz, Ricarda Huch, Arno Holz, Wilhelm Holzamer, Rainer Maria Rilke, Otto Julius Bierbaum, Max Morold... 

### 1899

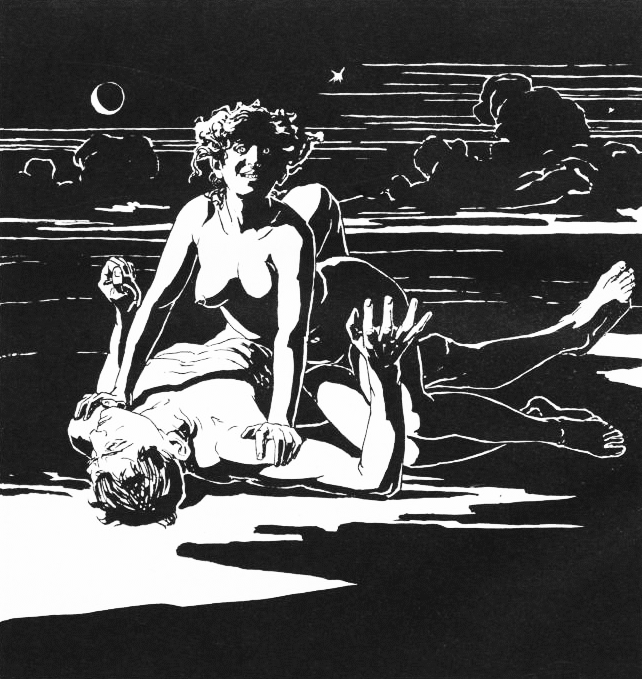
Illustration d'Ernst Stöhr : Vampir (1899).

Illustrations de : Adolf Michael Boehm (en), Alois Haenisch, Josef Hoffmann, Rudolf Jettmar, Johann von Krämer, Friedrich König, Koloman Moser, Alfons Mucha, Rudolf Nissl, Joseph Maria Olbrich, Alfred Roller, Ferdinand Schmutzer. 
Textes de : Rudolf von Alt, Ferdinand Andri, Gustav Falke, Knut Hamsun, Ludwig Hevesi, Hugo von Hofmannsthal, Ricarda Huch, Gustav Klimt, Max Klinger, Max Kurzweil, Maurice Maeterlinck, Emil Orlik, Maxmilián Pirner, Rainer Maria Rilke, Théo van Rysselberghe, Ferdinand von Saar, Richard Schaukal, Paul Scheerbart, Giovanni Segantini, Ernst Stöhr, Otto Wagner.
Quelques photographies.

### 1900
La revue devient bimensuelle (24 numéros) pour moins de vingt pages par livraison, le comité de rédaction passe sous la direction de Klimt, Josef Maria Auchentaller (en), Ferdinand Andri, Otto Friedrich ; l'impression des gravures est effectuée sur les presses d'Adolf Holzhausen. Quelques illustrations en bichromie ainsi que des photographies de décoration d'intérieurs par Joseph Hoffmann et K. Moser. 

### 1901

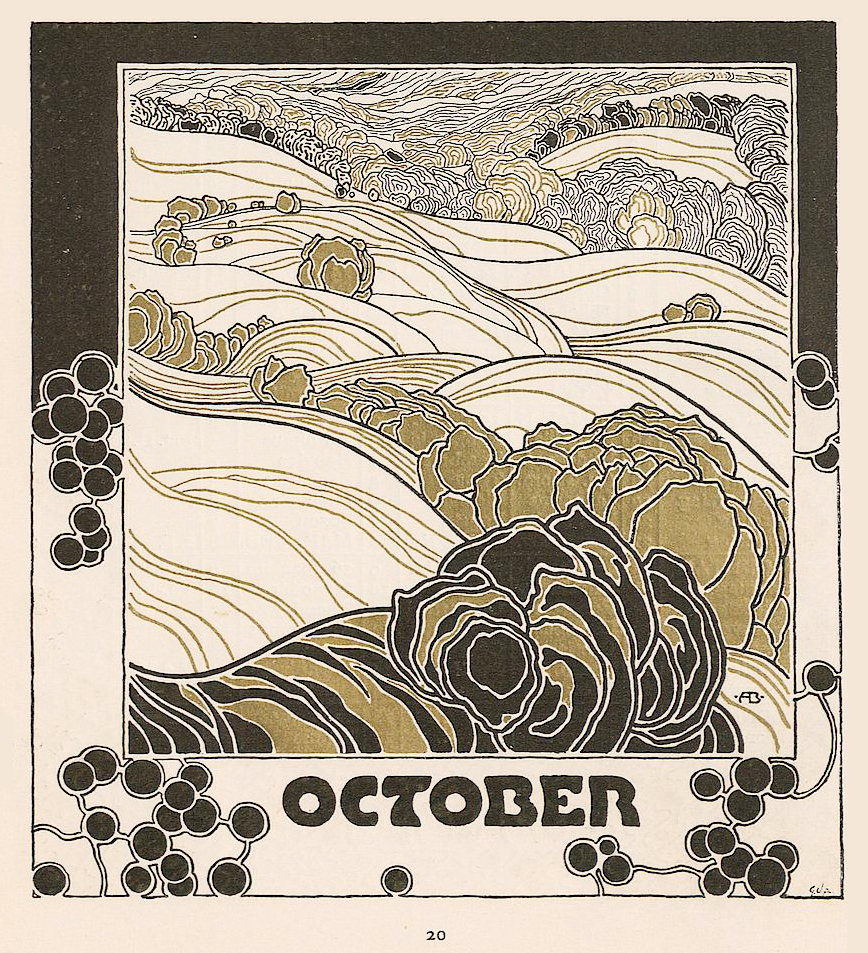
Calendrier (octobre), par Adolf Michael Boehm (1901).

Comité de rédaction : Koloman Moser, Josef Maria Auchentaller, Wilhelm List, Adolf Michael Boehm (en).
Un calendrier illustré est proposé en hors-texte (de même les deux années suivantes). Hors-textes en quadrichromie.

### 1902
Comité de rédaction : Leopold Bauer, Rudolf Jettmar (en), Ferdinand Schmutzer, Leopold Stolba.
Contributions notables : Jan Toorop,  Franz von Stuck.

### 1903
Le dernier numéro, celui du 15 décembre 1903, dresse un bilan graphique annuel : la revue aura publié 55 lithographies et 216 gravures sur bois originales. Une partie de l'impression est effectuée en stéréotypie.
Le calendrier en couleurs est illustré par Alfred Roller, Friedrich König, Ferdinand Andri, Emil Orlik, Wilhelm List, Koloman Moser, Leopold Stolba, Elena Luksch, Karl Müller, Max Kurzweil. Un abécédaire, également en couleurs, est signé Franz Fiebiger, Nora et Hilde Exner. Autres artistes notoires : Irma von Dutczynska, Marcus Behmer (en) (Der Wächter, n° 2), Leopold Forstner (Die Abhangigkeit, n° 19), Moriz Jung...

## Postérité
De 1969 à 1974, reprenant le titre de cette revue fondatrice, Ver sacrum reparaît chez l'éditeur Jugend & Volk (Munich, Vienne) et accueille surtout des textes littéraires d'auteurs tels que Thomas Bernhard ou Michel Butor.